# Ferdows, Razavikhorasan
Ferdows (persiska: فردوس) är en ort i Iran. Den ligger i provinsen Razavikhorasan, i den nordöstra delen av landet, 700 km öster om huvudstaden Teheran. Ferdows ligger 1 153 meter över havet och har cirka 150 invånare.